# Johann Paul von Westhoff
Johann Paul von Westhoff (Dresden, 1656 – Weimar, 17 d'abril de 1705) va ser un compositor i violinista alemany del barroc.
Des de 1671 ensenyà als prínceps de Saxònia, Johann Georg i Frederic August. El 1680 s'allistà com a cadet en una campanya militar contra els turcs, viatjà a França i a Itàlia l'any 1681, i el 1682 actuà davant de Lluís XIV, quan ja era considerat com un dels majors virtuosos del violí del seu temps. Va ser considerat com un dels millors violinistes alemanys, en companyia de Heinrich Ignaz Franz Biber i Johann Gottfried Walther. Va viatjar molt, a Hongria, Itàlia, França, els Països Baixos, i a la cort imperial de Viena. Posteriorment va treballar com a professor de llengües estrangeres a Wittenberg (1698), abans d'esdevenir secretari de la Cort de Saxònia, a Weimar, on va coincidir amb Johann Sebastian Bach.
Les seves sonates per a violí compostes l'any 1696 són precursores importants de les cèlebres sonates i partites per a violí solo, que Bach va escriure 24 anys més tard. L'estil de Westhoff estava probablement influenciat per Johann Jakob Walther (1650-1717), amb qui va treballar alguns anys a la capella de la cort de Dresden.